# Italstat
La Italstat Società Italiana per le Infrastrutture e l'Assetto del Territorio SpA è stata la società finanziaria del Gruppo IRI che operava nel campo dell'ingegneria civile. Era la società statale per il settore della progettazione e costruzione di grandi infrastrutture.

## Storia

### Origini
È stata fondata a Roma il 19 novembre 1956 con il nome di Sisi - Società immobiliare strade italiane SpA. In 30 anni di attività cambiò ragione sociale tre volte: si trasformò in Firema - Autostrada Firenze-Mare SpA, poi divenne Statt, infine Italstat S.p.A.
Aveva sede in Roma, in Via Arno n. 9/A. Nel 1981 il suo capitale sociale era pari a Lire 60.000.000.000.

## Principali partecipazioni
Le partecipazioni di Italstat si articolavano su 8 settori:
- Concessionarie di Costruzione e Gestione di Infrastrutture (Gruppo Autostrade S.p.A., Italinpa, Aeroporti di Roma, Stretto di Messina), che al 1986 rappresentano il 36% del fatturato del gruppo ovvero 1.500 miliardi di lire
- Costruzioni Generali e Grandi Lavori (Italgenco, Condotte d'Acqua, Italstrade, ecc.) - 29% del fatturato, 1.190 miliardi di lire
- Concessionarie di Edilizia Pubblica e di Servizio (Italposte, Italsanità.), 13%, 560 miliardi
- Costruzioni di Edilizia Sociale e Residenziale (Italedil, Garboli Rep), 8%, 350 miliardi
- Servizi di Ingegneria (Italter, Italscai, SPEA - Ingegneria Europea S.p.A., Italeco, ecc.), 5%, 200 miliardi
- Manutenzione di Opere Pubbliche ed Infrastrutture (Pavimental), 4%, 140 miliardi
- Infrastrutture Urbane di Pubblico Interesse (Sistemi Urbani, Mededil), 3%, 110 miliardi
- Attività Varie, 2%, 80 miliardi[1]

### La fusione con Iritecna
Nel 1991 Italstat si è fusa con Iritecna S.p.A.

## Curiosità
In occasione del terremoto del 7 dicembre 1988 che ha colpito l'Armenia, 100 moduli abitativi pronto impiego prodotti Edil.Pro (controllata di Italstat) sono stati acquistati dal Governo Italiano e inviati a Spitak per ospitare 1000 sfollati.